# 逃亡者 木島丈一郎
『逃亡者 木島丈一郎』（とうぼうしゃ きじまじょういちろう）は、2005年12月10日にフジテレビ系『プレミアムステージ』枠（21:00 - 22:54）にて放送された『踊る大捜査線』シリーズのスピンオフドラマ。主演は寺島進。

## 概要
本作は、1997年にフジテレビ系で放送されたドラマ『踊る大捜査線』のスピンオフ企画「踊るレジェンドムービー」として2005年5月に公開された、映画『交渉人 真下正義』からのさらなるスピンオフドラマである。『交渉人 真下正義』で、地上で容疑者を追う特殊犯捜査の現場指揮官として登場した、寺島進演じる警視庁刑事部捜査一課特殊犯捜査一係（SIT）係長の木島丈一郎警視が主人公の物語。作中の時系列では、本作は『交渉人 真下正義』よりも以前の出来事で、『逃亡者 木島丈一郎』のラストシーンがそのまま『交渉人 真下正義』の冒頭シーンへつながる。
視聴率は15.6%（ビデオリサーチ調べ）。また翌年の2006年10月20日には、フジテレビ系『金曜プレステージ』枠（21:00 - 22:52）にて、「踊るレジェンドスペシャルプロジェクト」第2弾として再放送された。視聴率は本放送時と同じ15.6%（ビデオリサーチ調べ）だった。2010年7月24日、フジテレビ系「土曜スペシャル」枠（14:00 - 16:00）で再放送した。

## ストーリー
2004年10月30日、東京都台東区のマンションで拳銃を持った男が少年を人質にとって立て籠もる事件が発生。警視庁交渉課準備室の真下正義警視ら交渉人の交渉が難航する中、現場に颯爽と現れたSIT（警視庁刑事部捜査一課特殊犯捜査一係）管理官・木島丈一郎警視（寺島進）らの強行突入により、立て籠もり事件は無事解決した。
その直後、同じ台東署管内で起きた警察官殺害事件の特別捜査本部の責任者である稲垣憲次管理官（段田安則）から、人質となっていた少年・吉村遼（篠田拓馬）が、とある「組織」から命を狙われているため台東署の特捜本部に保護させろとの連絡が入る。漠然とした不信感を覚えた木島は、引き渡しを拒否、その後、町屋刑事部長（辻萬長）から「吉村遼と現場を離れろ」との指示を受けた事から、稲垣の意向を無視し遼と共に現場から離れていく。稲垣は事件の被疑者でもない木島と遼に対し、捜査員を挙げての追跡を開始した。
稲垣の執拗な追跡の真意はいったい何か。そして遼に隠された秘密とは。かくして、訳の解らぬまま「逃亡者」となった木島と遼の奇妙な北へ向かっての逃走劇が始まった。

## キャスト
踊る大捜査線シリーズの登場人物一覧も参照のこと。
※役職は2004年10月30日当時。
- 木島 丈一郎（警視庁刑事部捜査第一課 特殊犯捜査一係（SIT）管理官・警視） - 寺島進
- 稲垣 憲次（警視庁刑事部捜査第一課 強行犯捜査（三-十）係 管理官・警視） - 段田安則
- 眉田 克重（警視庁警備部特科車両隊爆発物処理班長・警視） - 松重豊
- 浅尾 裕太（警視庁刑事部捜査第一課 特殊犯捜査一係（SIT）・警部） - 東根作寿英
- 吉村 遼（立てこもり事件の人質） - 篠田拓馬（子役）
- 倉橋 大助（警視庁刑事部交渉課準備室CICルーム無線係 交渉人補）※・警部補） - ムロツヨシ
- 町屋 忠正（警視庁刑事部長・警視長） - 辻萬長
- 坂村 正之（警視庁警務部人事第一課監察官室長・警視正） - 升毅
- 真下 正義（警視庁刑事部交渉課準備室 課長（交渉人）・警視） - ユースケ・サンタマリア
- 木島車運転手（警視庁刑事部捜査第一課 特殊犯捜査一係（SIT））- 野呂真治
- 益本捜査員（警視庁刑事部捜査第一課強行犯捜査（三-十）係主任 捜査員　警部補） - 中根徹
- 捜査員2（警視庁刑事部捜査第一課強行犯捜査（三-十）係） - 眞島秀和
- 捜査員3（警視庁刑事部捜査第一課強行犯捜査（三-十）係） - 佐藤拓之
- 捜査員4（警視庁刑事部捜査第一課強行犯捜査（三-十）係） - 坂田聡
- 捜査員5（警視庁刑事部捜査第一課強行犯捜査（三-十）係） - 佐藤竜之慎
- 上戸 伸也（警視庁刑事部捜査第一課付き※・警部補） - 古山憲太郎
- 爆発物処理班員1（警視庁警備部特科車両隊爆発物処理班隊員） - 永峰寛
- 爆発物処理班員2（警視庁警備部特科車両隊爆発物処理班隊員） - 平山祐介
- 新潟県警察・刑事 - 菅原大吉
- 新潟県警察・警察官1 - ガンビーノ小林
- 青森県警察・刑事1 - 大西武志
- ファストフード店店員 - 小松彩夏
- 大宮駅売店のおばちゃん - 野口かおる
- 古田（警視庁台東警察署会計課長・警部） - 廣川三志
- カエル急便ドライバー - お宮の松
- 坂上 隆司（立て籠もり犯） - 高橋和也
- 矢野 君一（東京トランスポーテーションレールウェイ（TTR）広報主任） - 石井正則
- 鵜飼 美津子（小料理「笹美」店主） - 森口瑤子
- 山城（元刑事課長で木島の先輩、青森在住） - 梅宮辰夫

ほか

## 映画『交渉人 真下正義』とのつながり
本作は時系列的に『交渉人 真下正義』の前日談にあたることから、両作品や『踊る大捜査線』の本編と共通する事項が随所に散りばめられている。
- 作中の冒頭で遼を助けた後、真下（ユースケ・サンタマリア）が記者にインタビューを受けているときに木島が「チャラチャラしてインタビューなんか受けてっとよ、その内誰かに狙われんぞ。」と、『交渉人 真下正義』で真下が狙われることを予測するセリフを放つ。
- 木島と遼が逃亡開始前に立ち寄った「フレッシュネス・バーガー」の女性店員（小松彩夏）は『踊る大捜査線 THE MOVIE 2 レインボーブリッジを封鎖せよ!』における台場連続婦女暴行事件の被害者の1人（当時高校生）と思われる（首筋に2ヵ所の噛まれた傷跡と思しき痣がある）。
- 木島が立てこもり事件現場に車で急行する途中、トンネル内で追い越した黒いカエル急便の集配車は、『交渉人 真下正義』のTTR爆破未遂犯（弾丸ライナー）が窃盗した車両と思われる。
- 木島が青森県警察本部に入る際、『交渉人 真下正義』での事件の重要な手がかりとなる「クリスマスイヴに聴くラヴェルのボレロ」のポスターが入口に掲示されている。
- 『交渉人 真下正義』の爆弾処理のシーンと関連して、本作品では小料理屋で爆発物処理班一同が黒ひげ危機一発で遊んでいる。両方とも班長（松重豊）の作業開始のセリフが同じ。また『交渉人 真下正義』では最後に黄色と赤の2本のコードが残り最後に赤いコードを切断し爆弾解体に成功するが、本作品の黒ひげゲームでは黄色と赤の2本のナイフのうち黄色のナイフで刺し、黒ひげが飛び出して失敗する。
- 『交渉人 真下正義』で、木島は遼からのクリスマスプレゼントである携帯灰皿を使っている。
- 『交渉人 真下正義』で木島が終始着用していた通称「ドカジャン」は、本作で逃亡中に立ち寄った山城（梅宮辰夫）宅において山城から遼へ貸されたもの。稲垣の事件解決後に遼から木島に渡されたという設定。
- 木島と美律子のラストシーン、小料理「笹美」のテレビで映し出されている記者会見はPTC-S1の誤作動によるものと思われるダイヤの乱れの謝罪会見。会見しているのはTTR広報部の矢野君一（石井正則）。
- エンディングに一部『交渉人 真下正義』本編のシーンが使用されている。本作ラストでは、2004年12月24日（TTR事件当日）、美津子（森口瑤子）へクリスマスプレゼントの指輪を贈ろうとするが、TTRクモE4-600暴走事件発生に伴い緊急招集がかかって渡せなかった。その後、木島一同が警視庁庁舎へ入っていくシーンから、『交渉人 真下正義』のエントランスホールでの真下と木島のシーンへと話が続く。『交渉人 真下正義』での初登場シーンで、木島の機嫌が悪いのは、この美津子との時間を招集によって邪魔されたため。また『交渉人 真下正義』での木島は、左手薬指に指輪をしており、ラストでは、木島は警官隊を動員してまで真下の指輪を探す。また『交渉人 真下正義』のスタッフロールのラストにおいて見つけてから雪乃役の水野美紀の指輪にはめるまでの写真が3枚流された。

## 備考
- 木島と遼が新潟でヒッチハイクしたカエル急便のトラックのナンバーが、カエルの英語訳の数字読み「269（フログ）」になっている。
- 劇中登場する青森県内の場面は群馬県内や新潟県内で撮影されている。
- エンディングで使用された音楽「ELECTRO」は、『交渉人 真下正義』サウンドトラックに収録されている。
- DVD『交渉人 真下正義 プレミアム・エディション』の特典として本作が特典DVDとして同梱されているほか、『踊る大捜査線 SPIN-OFF COMPLETE Blu-ray BOX』にてブルーレイ化された。

## スタッフ
- エグゼクティブプロデューサー:亀山千広（フジテレビ）
- プロデューサー:本広克行（ROBOT）・村上公一（ROBOT）、臼井裕詞（フジテレビ）
- 演出:波多野貴文（『交渉人 真下正義』助監督）
- 脚本:十川誠志（『交渉人 真下正義』脚本）
- 音楽:松本晃彦（『踊る大捜査線』シリーズ、『交渉人 真下正義』、『容疑者 室井慎次』音楽）
- 制作:フジテレビ、ROBOT